# Urogenitalleiste
Als Urogenitalleiste (Crista urogenitalis) wird in der Embryologie eine längliche Erhebung an der rückenseitigen Wand der Zölomhöhle bezeichnet. Sie entsteht beidseits der Medianebene durch Proliferation des sogenannten intermediären Mesoderms (Ursegmentstiel), welches sich dadurch in die Zölomhöhle vorwölbt. Die Urogenitalleiste ist die gemeinsame Organanlage verschiedener Anteile des Harn- und Geschlechtsapparats. Aus ihr differenzieren sich der nephrogene Strang – die Anlage der Nieren, genauer der Vornieren – sowie die Genitalleiste, aus der sich die Gonaden und Keimdrüsenbänder entwickeln.